# فرودگاه کارتاژ
فرودگاه کارتاژ (به انگلیسی: Carthago Airport) یک فرودگاه است . این فرودگاه در کشور سودان قرار دارد .